# Alveugena
Alveugena (Алвеугена — „животиња поријеклом из басена”) је изумрли род плаценталних сисара, који је у периоду раног палеоцена настањивао подручје Сјеверне Америке.

## Етимологија назива
| Род:      | Поријекло назива од: | Значење назива:               |
| --------- | --- | ----------------------------- |
| Alveugena | - латинске ријечи алвеолус (лат. alveolus), која значи басен (јер су фосилни остаци овог рода пронађени на простору Хана басена у Вајомингу) - и старогрчке ријечи генос (стгрч. γένος), која значи поријекло или род | животиња поријеклом из басена |

| Врста:         | Поријекло назива од:                                                                        | Значење назива:            |
| -------------- | ------------------------------------------------------------------------------------------- | -------------------------- |
| A. carbonensis | - рода Alveugena - и округа Карбон у Вајомингу (гдје су фосилни остаци ове врсте пронађени) | Алвеугена из округа Карбон |

## Опис
Врста Alveugena carbonensis је достизала величину пододраслог којота.

## Понашање и палеоекологија
Врста Alveugena carbonensis је била мали копнени сваштојед који је у прошлости Сјеверне Америке настањивао копнене екосистеме.

## Систематика

### Историја класификације
Род Alveugena је оригинално био описан као представник изумрле породице Cimolestidae. У каснијим истраживањима је ова рода препознат као близак сродник изумрли плаценталних сисара реда Taeniodonta.

### Класификација
| Врста:                         | Распрострањеност фосила и локација: | Временски распон:        |
| ------------------------------ | ----------------------------------- | ------------------------ |
| †A. carbonensis (Eberle, 1999) | САД (Вајоминг и Сјеверна Дакота)    | 66,043 до 64,7 мил. год. |

### Филогенија
Доље приказан кладограм представља филогенетске везе рода Alveugena.

|            | †Procerberidae                                                                                            |
|            | |
|            | \| \| †Taeniodonta \| \| \| \| \| †Alveugena \| †Alveugena carbonensis \| \| \| †Alveugena carbonensis \| |
|            | |
|            | †Taeniodonta                                                                                              |
|            | |
| †Alveugena | †Alveugena carbonensis                                                                                    |
|            | †Alveugena carbonensis                                                                                    |

|            | †Taeniodonta           |
|            |                        |
| †Alveugena | †Alveugena carbonensis |
|            | †Alveugena carbonensis |

|            | †Procerberidae                                                                                            |
|            | |
|            | \| \| †Taeniodonta \| \| \| \| \| †Alveugena \| †Alveugena carbonensis \| \| \| †Alveugena carbonensis \| |
|            | |
|            | †Taeniodonta                                                                                              |
|            | |
| †Alveugena | †Alveugena carbonensis                                                                                    |
|            | †Alveugena carbonensis                                                                                    |

|            | †Taeniodonta           |
|            |                        |
| †Alveugena | †Alveugena carbonensis |
|            | †Alveugena carbonensis |

|            | †Procerberidae                                                                                            |
|            | |
|            | \| \| †Taeniodonta \| \| \| \| \| †Alveugena \| †Alveugena carbonensis \| \| \| †Alveugena carbonensis \| |
|            | |
|            | †Taeniodonta                                                                                              |
|            | |
| †Alveugena | †Alveugena carbonensis                                                                                    |
|            | †Alveugena carbonensis                                                                                    |

|            | †Taeniodonta           |
|            |                        |
| †Alveugena | †Alveugena carbonensis |
|            | †Alveugena carbonensis |

|            | †Procerberidae                                                                                            |
|            | |
|            | \| \| †Taeniodonta \| \| \| \| \| †Alveugena \| †Alveugena carbonensis \| \| \| †Alveugena carbonensis \| |
|            | |
|            | †Taeniodonta                                                                                              |
|            | |
| †Alveugena | †Alveugena carbonensis                                                                                    |
|            | †Alveugena carbonensis                                                                                    |

|            | †Taeniodonta           |
|            |                        |
| †Alveugena | †Alveugena carbonensis |
|            | †Alveugena carbonensis |